# Florida Tuskers temporada 2009
La temporada 2009 de Florida Tuskers fue la primera que participó en la United Football League. El equipo finalizó en la primera posición en temporada regular con una marca de 6-0, perdieron el Championship Game ante Las Vegas Locomotives en tiempo extra.
Jugó tres partidos de local durante la temporada regular, 2 fueron en el Citrus Bowl en Orlando, Florida y el otro lo jugó en el Tropicana Field en San Petersburgo, Florida.
El quaterback Brooks Bollinger fue nombrado MVP (Jugador Más Valioso) de la temporada, y Jim Haslett recibió el premio de Coach of the Year (Entrenador del Año).

## Desarrollo
El 9 de marzo Jim Haslett anunció que sería entrenador jefe en la UFL. El 11 de marzo se confirmó que dirigiría a la franquicia UFL Orlando. El 2 de abril se anunció que la sede para los partidos de local de la franquicia de Orlando sería el Citrus Bowl. El 11 de agosto se dio a conocer el nombre oficial de la franquicia Florida Tuskers así como los colores que representaran al equipo en la temporada que fueron azul, negro y blanco.

## Draft
El Draft se llevó a cabo el 19 de junio de 2009. Los jugadores que fueron seleccionados eran los que acudieron a los entrenamientos en Orlando y Las Vegas. Una vez que un jugador fue seleccionado por el equipo sus derechos estaban en manos del equipo en caso de que el jugador optara por jugar en la UFL.

De los 24 jugadores seleccionados, 21 firmaron con el equipo para la Premier Season.
|  | = Jugador que firmó con el equipo |

| Jugador            | Posición | College                  |
| ------------------ | -------- | ------------------------ |
| Fred Bledsoe       | NT       | Arkansas                 |
| Brooks Bollinger   | QB       | Wisconsin                |
| Ronnie Cruz        | FB       | Northern State           |
| Mike Doss          | DB       | Ohio State               |
| Greg Fassitt       | DB       | Grambling                |
| Chas Gessner       | WR       | Brown                    |
| Keith Heinrich     | TE       | Sam Houston State        |
| Rien Long          | NT       | Washington State         |
| Grant Mason        | DB       | Míchigan                 |
| Tim McGarigle      | LB       | Northwestern             |
| Chris Perry        | RB       | Míchigan                 |
| Rob Petitti        | T        | Pittsburgh               |
| Zach Piller        | OG       | Florida                  |
| Eric Powell        | DE       | Florida State            |
| Anthony Schlegel   | LB       | Ohio State               |
| Bo Schobel         | DE       | TCU                      |
| Dominique Thompson | WR       | William & Mary           |
| DeJuan Tribble     | CB       | Boston College           |
| Larry Tripplett    | NT       | Washington               |
| Darius Vinnett     | DB       | Arkansas                 |
| Seth Wand          | T        | Northwest Missouri State |
| Jermaine Wiggins   | TE       | Georgia                  |
| Quincy Wilson      | RB       | West Virginia            |
| T. J. Wright       | DB       | Ohio                     |

## Calendario
| Semana | Fecha                    | Hora Local | Rival                   | Resultado    | Resultado | Estadio          | Asistencia | TV       |
| Semana | Fecha                    | Hora Local | Rival                   | Marcador     | Marca     | Estadio          | Asistencia | TV       |
| ------ | ------------------------ | ---------- | ----------------------- | ------------ | --------- | ---------------- | ---------- | -------- |
| 1      | Sábado, 10 de octubre    | 19:00 h    | New York Sentinels      | G 35–13      | 1–0       | Citrus Bowl      | 11,203     | HDNet    |
| 2      | Miércoles, 14 de octubre | 18:00 h    | @ Las Vegas Locomotives | G 29–15      | 2–0       | Sam Boyd Stadium | 12,160     | Versus   |
| 3      | Jueves, 22 de octubre    | 19:00 h    | California Redwoods     | G 34–7       | 3–0       | Citrus Bowl      | 12,021     | Versus   |
| 4      | Viernes, 30 de octubre   | 19:00 h    | Las Vegas Locomotives   | G 27–24      | 4–0       | Tropicana Field  | 11,354     | HDNet    |
| 5      | Descanso                 | Descanso   | Descanso                | Descanso     | Descanso  | Descanso         | Descanso   | Descanso |
| 6      | Jueves, 12 de noviembre  | 19:00 h    | @ New York Sentinels    | G 24–6       | 5–0       | Rentschler Field | 5,201      | Versus   |
| 7      | Jueves, 19 de noviembre  | 18:00 h    | @ California Redwoods   | G 34–27      | 6–0       | AT&T Park        | 6,837      | Versus   |
| CG     | Viernes, 27 de noviembre | 12:00 h    | Las Vegas Locomotives   | P 17-20 (TE) |           | Sam Boyd Stadium | 14,801     | Versus   |

## Clasificación
| y - Florida Tuskers       | 6 | 0 | 0 | 1.000 | 183 | 92  |
| y - Las Vegas Locomotives | 4 | 2 | 0 | 0.667 | 167 | 100 |
| California Redwoods       | 2 | 4 | 0 | 0.333 | 105 | 134 |
| New York Sentinels        | 0 | 6 | 0 | 0.000 | 56  | 185 |

y Avanzaron al Championship Game